# Бересклет широколиственный
Бересклет широколиственный (лат. Euonymus latifolius) — вид цветковых растений из семейства Бересклетовые (Celastraceae).

## Систематика
|  |                                                                              |                           |                           |                           |                                                            |                           |                           |                           |                                            |                           |                           |  | |  |  |  |
|  | отдел Цветковые, или Покрытосеменные (классификация согласно Системе APG II) |                           |                           |                           |                                                            |                           |                           |                           |                                            |                           |                           |  | |  |  |  |
|  |                                                                              |                           |                           |                           |                                                            |                           |                           |                           |                                            |                           |                           |  | |  |  |  |
|  | порядок Бересклетоцветные                                                    | порядок Бересклетоцветные | порядок Бересклетоцветные | порядок Бересклетоцветные | порядок Бересклетоцветные                                  | порядок Бересклетоцветные | порядок Бересклетоцветные | порядок Бересклетоцветные | порядок Бересклетоцветные                  | порядок Бересклетоцветные | порядок Бересклетоцветные |  | ещё 44 порядка цветковых растений, из которых к бересклетоцветным наиболее близки Бобовоцветные, Букоцветные, Кисличноцветные, Мальпигиецветные, Розоцветные и Тыквоцветные |  |  |  |
|  |                                                                              |                           |                           |                           |                                                            |                           |                           |                           |                                            |                           |                           |  | ещё 44 порядка цветковых растений, из которых к бересклетоцветным наиболее близки Бобовоцветные, Букоцветные, Кисличноцветные, Мальпигиецветные, Розоцветные и Тыквоцветные |  |  |  |
|  | семейство Бересклетовые                                                      | семейство Бересклетовые   | семейство Бересклетовые   | семейство Бересклетовые   | семейство Бересклетовые                                    | семейство Бересклетовые   | семейство Бересклетовые   |                           | ещё три семейства, в том числе Белозоровые |                           |                           |  | ещё 44 порядка цветковых растений, из которых к бересклетоцветным наиболее близки Бобовоцветные, Букоцветные, Кисличноцветные, Мальпигиецветные, Розоцветные и Тыквоцветные |  |  |  |
|  |                                                                              |                           |                           |                           |                                                            |                           |                           |                           | ещё три семейства, в том числе Белозоровые |                           |                           |  | ещё 44 порядка цветковых растений, из которых к бересклетоцветным наиболее близки Бобовоцветные, Букоцветные, Кисличноцветные, Мальпигиецветные, Розоцветные и Тыквоцветные |  |  |  |
|  | род Бересклет                                                                | род Бересклет             | род Бересклет             |                           | еще около ста родов, в том числе: Древогубец, Кассина, Кат |                           |                           |                           | ещё три семейства, в том числе Белозоровые |                           |                           |  | ещё 44 порядка цветковых растений, из которых к бересклетоцветным наиболее близки Бобовоцветные, Букоцветные, Кисличноцветные, Мальпигиецветные, Розоцветные и Тыквоцветные |  |  |  |
|  |                                                                              |                           |                           |                           | еще около ста родов, в том числе: Древогубец, Кассина, Кат |                           |                           |                           | ещё три семейства, в том числе Белозоровые |                           |                           |  | ещё 44 порядка цветковых растений, из которых к бересклетоцветным наиболее близки Бобовоцветные, Букоцветные, Кисличноцветные, Мальпигиецветные, Розоцветные и Тыквоцветные |  |  |  |
|  | Бересклет широколиственный и ещё более 140 видов                             |                           |                           |                           | еще около ста родов, в том числе: Древогубец, Кассина, Кат |                           |                           |                           | ещё три семейства, в том числе Белозоровые |                           |                           |  | ещё 44 порядка цветковых растений, из которых к бересклетоцветным наиболее близки Бобовоцветные, Букоцветные, Кисличноцветные, Мальпигиецветные, Розоцветные и Тыквоцветные |  |  |  |
|  |                                                                              |                           |                           |                           | еще около ста родов, в том числе: Древогубец, Кассина, Кат |                           |                           |                           | ещё три семейства, в том числе Белозоровые |                           |                           |  | ещё 44 порядка цветковых растений, из которых к бересклетоцветным наиболее близки Бобовоцветные, Букоцветные, Кисличноцветные, Мальпигиецветные, Розоцветные и Тыквоцветные |  |  |  |
|  |                                                                              |                           |                           |                           |                                                            |                           |                           |                           | ещё три семейства, в том числе Белозоровые |                           |                           |  | ещё 44 порядка цветковых растений, из которых к бересклетоцветным наиболее близки Бобовоцветные, Букоцветные, Кисличноцветные, Мальпигиецветные, Розоцветные и Тыквоцветные |  |  |  |
|  |                                                                              |                           |                           |                           |                                                            |                           |                           |                           |                                            |                           |                           |  | ещё 44 порядка цветковых растений, из которых к бересклетоцветным наиболее близки Бобовоцветные, Букоцветные, Кисличноцветные, Мальпигиецветные, Розоцветные и Тыквоцветные |  |  |  |
|  |                                                                              |                           |                           |                           |                                                            |                           |                           |                           |                                            |                           |                           |  | |  |  |  |
|  |                                                                              |                           |                           |                           |                                                            |                           |                           |                           |                                            |                           |                           |  | |  |  |  |

## Ботаническое описание
Листопадный кустарник.
Листья простые, край листовой пластинки цельнокрайний. Форма верхушки листовой пластинки — острая, основание листовой пластинки округлое. Жилкование листа перистое. Листорасположение супротивное.
Цветки собраны в соцветия — сложный зонтик.
Плод — коробочка, телесного цвета, с пятью гнездами.

## Распространение
Встречается в Крыму, на Кавказе и в Западной Европе в буковых, грабовых и пихтовых лесах до высоты 1800 м над уровнем моря.